# Primorski Hrvat
Primorski Hrvat je hrvatska udruga iz grada Rijeke za promicanje baštine. Udruga je nastala da bi promicala primorsku, a time i hrvatsku baštinu. Misija udruge je - očuvanje i promicanje hrvatske tradicijske kulture, posebice u Rijeci, Hrvatskom primorju i Gorskom kotaru te prezentacija i popularizacija hrvatske baštine u domaćim, ali i europskim okvirima.

## Povijest udruge
Osnovana je na osnivačkoj skupštini 17. prosinca 2018. u Hrvatskoj čitaonici na Trsatu. Razlog osnivanja udruge je dugogodišnja potreba da se grad Rijeka probudi iz ‘besvijesti’ i ‘nesvijesti’, odnosno procesa kulturocida i memoricida koji je nastao od polovice 20. stoljeća. Lokacija osnivanja je izabrana jer nosi tradiciju i simboliku, zato što je na tom mjestu djelovalo istoimeno društvo od 1895. do 1935. godine. Ime je budućem muškom pjevačkom zbor i cjelokupnom Društvu nadjenuo 1895. godine hrvatski pisac, pjesnik, učitelj, prognanik i uznik Rikard Katalinić Jeretov (Volosko, 1869. - Split, 1954). Točnije, proizišlo je iz istoimene koračnice Rikarda Katalinića Jeretova iz 1895., koju su članovi današnje udruge nedavno pronašli u Zagrebu sakupljajući građu za knjigu o Matku Brajši Rašanu koji ju je uglazbio.
Osnivačkoj svečanoj skupštini nazočili su brojne Riječanke i Riječani. Udrugu su došli podržati i Josip Jurčević, Berislav Valušek, Davor Ivo Stier, Goran Crnković, Maja Polić. Nikica Maravić, Marino Grbac, Daina Glavočić, mons. Nikola Radić i krčki knez Mikula IV. (Petar Kopanica u frankopanskoj odori. U glazbenom programu nastupio je i legendarni lokalni glazbenik Duško Jeličić (Bonaca) te muška klapa Gardelini.
Pokretački odbor Primorskog Hrvata dobio od Ministarstva kulture pravo uporabe znaka 2018. Europska godina kulturne baštine. Za prvog predsjednika udruge odabran je kipar Zvonimir Kamenar (najznačajniji riječki akademski kipar 20. stoljeća bez monografije) a dopredsjednik je dr. Bernardin Mrak, oftalmolog, izvršna voditeljica Vedrana Spadoni Štefanić, dipl. politolog i rizničar Ivan Andrijević, inž. elektrotehnike. Za počasne članove izabrani su Radojka Šverko, Vlasta Juretić Knezova i Rado Žic Mikulin.
Petra Abramović Rukavina grafički je oblikovala znak Udruge. Krilatica udruge su riječi Petra Preradovića: „Tuđe poštuj, svojim se diči“. Mirjana Kajdi Žužić skladala je glazbu svečane pjesme Primorski Hrvat na tekst koji je napisala Ljubica Kolarić Dumić. Skladba je snimljena u Studiju Maraton Olje Dešića.
Na osnivanju je napomenuto i da će udruga osnovati skupinu hrvatskoga plesnog folklora te osnivanje povijesne garde znamenitoga riječkog kapetana Nikole Jurišića.
Rad i entuzijazam članova udruge polučio je rezultate u manje od godinu dana. Među značajnije pothvate spada rješavanje jednog dugogodišnjeg nedostatka grada Rijeke. Pokrenuli su početkom listopada 2019. folklorni ansambl čime su ispunili staru želju mnogih Riječana, a Rijeka napokon više nije jedini veći hrvatski grad bez folklornog ansambla. Ansambl vodi Sanja Čaval. Probe se održavaju svakog ponedjeljka i četvrtka u župnoj dvorani župe Uznesenja BDM u Rijeci.

## Vanjske poveznice
- Primorski Hrvat
- YouTube
- Facebook